# Grodtschilling
Grodtschilling er en uddød dansk adelsslægt tilhørende lav- og brevadelen.
Kgl. kunstkammerforvalter Bendix Grodtschilling den ældre (ca. 1620-1690) var født i Holsten og stammede formentlig fra Itzehoe, hvor han, i egenskab af dygtig snedker og drejer, 12. august 1655 fik ridderligt våbenskjold af Johan Rist, præst i Wedel og romersk kejserlig pfalz- og hofgreve. Han var fader til Bendix Grodtschilling den yngre (1655-1707), som var fader til Bendix Grodtschilling den yngste (1686-1737), som begge også blev kunstkammerforvaltere.
Sidstnævntes broder, kommandørkaptajn Bernhard Grodtschilling (1697-1776), var fader til kontreadmiral Frederik Grodtschilling (1731-1792), som 1784 optoges i den danske adelstand, og som var fader til den musikalske Cathrine Magdalene "Trine" Grodtschilling gift Naumann (1764-1838, gift med komponisten Johann Gottlieb Naumann), Charlotte Grodtschilling gift Bartholin Eichel (1778-1846, gift med godsejer Johan Bartholin Eichel), kaptajn Frederik Grodtschilling (1782-1820), der var slægtens sidste mand, til premierløjtnant Georg Joachim Grodtschilling (1785-1812), som faldt i Englandskrigene, og til Susanne Grodtschilling (1790-1875).